# Mifgash Israel
Der Bombenanschlag auf das Restaurant „Mifgash Israel“ war ein terroristischer Angriff am 15. Januar 1982 auf ein israelisches Restaurant in Berlin-Wilmersdorf. Eine im Eingangsbereich deponierte Bombe tötete ein 14 Monate altes Mädchen und verletzte 46 Menschen. Zwei palästinensische Organisationen reklamierten die Tat, doch bis heute wurde niemand verurteilt.

## Hintergrund
Das Restaurant Mifgash Israel („Mifgash“ hebräisch מפגש = „Begegnung“) war 1968 von den israelischen Geschäftsleuten Dany Mezger und Naftali Schoenberg eröffnet worden. Es galt als Treffpunkt der israelischen und jüdischen Community West-Berlins und bot israelische sowie nahöstliche Küche.

## Anschlag
Am Abend des 15. Januar 1982 platzierte eine bislang unbekannte Person eine Sprengladung an einem Heizkörper nahe dem Eingang. Gegen 23 Uhr detonierte die Bombe und verwüstete das Lokal; Fensterscheiben und vor dem Haus parkende Fahrzeuge wurden zerstört. 35 – 50 Gäste befanden sich zu diesem Zeitpunkt im Restaurant.

## Opfer
Unmittelbar nach der Explosion starb niemand, jedoch erlag das 14 Monate alte Kleinkind Jennifer Aftring wenige Tage später ihren schweren Verletzungen. Insgesamt wurden 46 Personen verletzt, einige davon schwer.

## Ermittlungen
Bereits in der Nacht durchsuchte die Polizei mehrere Wohnungen und nahm sechs Palästinenser fest, die der PFLP zugerechnet wurden; sie kamen mangels Beweisen wieder frei.
Die Ermittler stellten fest, dass rund 600 g Plastiksprengstoff mit einem Zeitzünder verwendet worden waren. Die Gruppen „People’s Federation for a Free Palestine“ und „Arab May 15 Organization“ bekannten sich getrennt voneinander; eine Täterschaft konnte jedoch nicht nachgewiesen werden.

## Reaktionen
Der Vorsitzende der Jüdischen Gemeinde Berlin, Heinz Galinski, verurteilte den Anschlag als Ausdruck erstarkenden Antisemitismus und extremistischer Gewalt. Die Tat löste in ganz West-Berlin Bestürzung aus; Politiker aller Parteien sowie Vertreter der Kirchen drückten den Opfern ihr Mitgefühl aus.

## Gedenken
Am Gebäude Nachodstraße 24 erinnert heute eine Gedenktafel an das Attentat und das getötete Kind. Das Restaurant wurde nach Renovierung noch einige Jahre weiterbetrieben, bevor es endgültig schloss. Heute befindet sich ein Kindergarten in den Räumen.